# La Chapelle-Aubareil
La Chapelle-Aubareil är en kommun i departementet Dordogne i regionen Nouvelle-Aquitaine i sydvästra Frankrike. Kommunen ligger i kantonen Montignac som tillhör arrondissementet Sarlat-la-Canéda. År 2022 hade La Chapelle-Aubareil 542 invånare.

## Befolkningsutveckling
Antalet invånare i kommunen La Chapelle-Aubareil
Referens:INSEE